# Jenkins County
Jenkins County is een county in de Amerikaanse staat Georgia.
De county heeft een landoppervlakte van 906 km² en telt 8.575 inwoners (volkstelling 2000). De hoofdplaats is Millen.